# Ciangciub Dordże
Ciangciub Dordże (tyb. བྱང་ཆུབ་རྡོ་རྗེ་, Wylie: byang chub rdo rje; ur. 1703 zm. 1732), dwunasty Karmapa.
Pochodził z miejscowości Czile Czakor położonej w prowincji Derge we wschodnim Tybecie. Został rozpoznany jako inkarnacja Karmapy przez wysłanników VIII Szamarpy, z którym w okresie późniejszym wspólnie nauczał podróżując po Nepalu, Chinach, Bhutanie i Indiach. Udzielił przekazu szkoły Kagyu VIII Tai Situpie, czyniąc go jednocześnie następnym dzierżawcą linii.